# Lover (Campodenno)
Lover (Lóver in noneso) è una frazione del comune di Campodenno in provincia autonoma di Trento.

## Storia

### Etimologia
Il toponimo deriva dalla dissimilazione regressiva di róver, "rovere", termine derivante dal latino robur, "quercia". Dalla forma "Loverno", attestata già a partire dal XIII secolo, ha origine il nome del torrente Lovernatico, uno degli affluenti del Noce.

### Ritrovamenti archeologici
Nell'autunno del 1872 il contadino Giovanni Zuccati trovò presso la vallata che separa il paese da Sporminore un grande sarcofago in pietra rossa e due scheletri, che Giusto de Vigili datò agli inizi del IV secolo, vista la presenza di una moneta (l'unica delle dodici non corrosa dal tempo) con l'effigie dell'imperatore Costanzo. I recipienti in pietra ollare, vetro e ceramica e i coltelli e l'anello in ferro portarono il cultore di storia locale a ipotizzare che i due cadaveri appartenessero a due sacerdoti pagani e che probabilmente lì sorgesse un tempietto dedicato a qualche divinità.
Nel paese inoltre qualche decennio più tardi fu scoperto un deposito di monete d'argento e di bronzo custodito in un vaso di terracotta nascosto sotto una grossa pietra cilindrica. Il deposito consisteva in 69 denari, 114 sesterzi e alcuni assi di Vespasiano, Tito, Domiziano, Nerva, Traiano e Vibia Sabina, imperatori del primo secolo dopo Cristo.

### Età medievale
Il paese è citato in un documento del 1224, in particolare il nome del signore Ludovico de Loverno, che rendeva al principe vescovo di Trento Gerardo Oscasali alcuni beni presso Termeno. La famiglia illustre dei da Loverno non abitava probabilmente nel vicino Castel Belasi, come testimonia un documento del 1378 nel quale Betino di Lover dichiarava di essere di stirpe nobile, nel periodo in cui il castello era già in mano ai Khuen-Belasi.
Nel 1291 Ulrico di Ragogna fu investito di Castel Belasi, che sorse negli ultimi anni del XIII secolo forse su disposizione del conte del Tirolo Mainardo II a difesa del patrimonio tirolese nella zona (come i vicini Castel Sporo e Castel Belfort), nella frazione di Segonzone. I signori del castello tuttavia non furono molto attivi nella bassa Val di Non, soltanto a Segonzone infatti potevano vantare diritti di decima. A partire dal 1339 la decima di Lover spettava a Niccolò di Flavon, proprietario di Castel Corona, figlio del notaio Walter, che all'inizio del XIV secolo era riuscito a ritagliarsi uno spazio nella zona dopo la crisi dei conti Flavon, potendo vantare diritti di decima a Campodenno, Quetta e Dercolo. Ancora nel 1385 a Enrico di Castel Corona, nipote di Niccolò, furono confermati tali diritti su questi paesi, ma nel 1394 rassegnò in favore di Matteo Spaur la decima di Lover e Campodenno.
Nel 1368 il castello fu acquistato da Corrado Khuen, proveniente da Termeno. La famiglia Khuen nel corso del XV secolo creò maggiori interazioni rispetto ai precedenti signori del castello con il principe vescovo di Trento e questo permise alla famiglia, che a partire dal primo decennio del Quattrocento cominciava a farsi nominare Khuen Belasi, di ottenere investiture molto più consistenti dal principato, in particolare sui villaggi vicini al castello.
Ulrico Khuen Belasi riuscì ad ottenere infatti dal vescovo Alessandro di Masovia la decima del vino e dei cereali a Lover e metà della decima a Dercolo, poi nel 1436 da Federico IV la decima di Segonzone, l'altra metà della decima a Dercolo e il diritto di regolanato maggiore a Segonzone e Lover, oltre a svariati edifici e il diritto di caccia, pesca e di tagliare il legname sul monte Lovertina, da aggiungere ai diritti sul torrente Lovernatico.

### Età moderna: i Benedetti e la Carta di Regola
Tra il XVI e il XVIII secolo i Benedetti furono la famiglia più ricca e illustre del paese, come testimonia la lapide del 1769 ancora oggi incastonata sulle mura dell'antica chiesa di San Giorgio. Proprio a causa di un banco riservato presso l'antica chiesa nel 1749 vi fu una lite tra la famiglia Benedetti e il conte Francesco Ferdinando Khuen-Belasi, risoltasi in favore di quest'ultimo che mantenne questo privilegio fino al 1863. I Benedetti istituirono inoltre un beneficio di due messe settimanali nel 1667, per volere di don Giovanni Benedetti, vicario del Duomo di Passavia, al quale si aggiunsero altre due messe settimanali a partire dal 1761 grazie ad Antonio Ferdinando Benedetti, consigliere cesareo a Innsbruck. Il primo edificio in via don Valentini conserva ancora oggi un affresco risalente al XVIII secolo raffigurante lo stemma nobiliare della famiglia Benedetti.
Le comunità trentine a partire dall'età medievale erano organizzate in regole, cioè l'insieme dei "vicini". Queste regole si riunivano in assemblee, alle quali partecipavano tutti i capifuoco, ovvero i padri di ciascuna famiglia. Ogni anno i capifuoco si alternavano nel ruolo di regolani, la carica più importante, uno di Lover e uno di Segonzone in questo caso. Tra le altre cariche, sempre annuali, vi erano i giurati, eletti dalla comunità e i saltari, che avevano il compito di vigilare sulle campagne, i boschi e i prati e di convocare i vicini in occasione delle assemblee. 
La carta di regola di Lover e Segonzone risale al 1673, ma riporta il testo della stesura del 1586, con l'aggiunta di un capitolo. In quell'occasione si riunirono 25 capifamiglia, oltre ai due regolani Francesco Zanoti (Francisci Zanoti) e Antonio Selbar (Antonii Selbar de Segonzono) e il saltaro Baldassarre de Zanoti (Baldessarem de Zanotis de Loverno). La Carta si presenta in forma di lettera indirizzata al principe vescovo di Trento, con presentazione in latino seguita poi dai 45 capitoli in italiano. Nel testo curiosamente non compare alcun cenno alla famiglia Khuen-Belasi. 
A metà del XVIII secolo nel paese di Lover abitavano 21 famiglie, i cognomi più diffusi erano Zanotti, Antoniolli e Benedetti; nella vicina Segonzone altre 9, in particolare i Biada e i Parolari.

### Età contemporanea
L'Impero Austriaco predispose un nuovo Regolamento dei comuni, che entrò in vigore nell'ottobre del 1819: Lover divenne dunque uno dei 384 comuni trentini. Dopo la prima guerra mondiale, il comune divenne ufficialmente parte della neo-annessa Venezia Tridentina e rimase comune autonomo fino al 1928, quando con la riforma fascista degli enti locali venne aggregato al comune di Denno. A seguito di un referendum, nel 1951 i paesi di Campodenno, Dercolo, Lover, Quetta e Termon si staccarono dal comune di Denno per riunirsi in un comune a sé stante facente capo a Campodenno, come previsto dalla Legge Regionale 23 agosto 1952, n. 31.
Durante la Seconda guerra mondiale due abitanti del paese, Isidoro Bortolamedi e Abramo Ebli, abbandonarono il lavoro coatto alla Todt di Cles e per questo vennero arrestati dalle autorità tedesche e condotti al campo di concentramento di Bolzano nel luglio del 1944. Entrambi i detenuti riuscirono a sopravvivere all'esperienza di detenzione.

## Monumenti e luoghi d'interesse

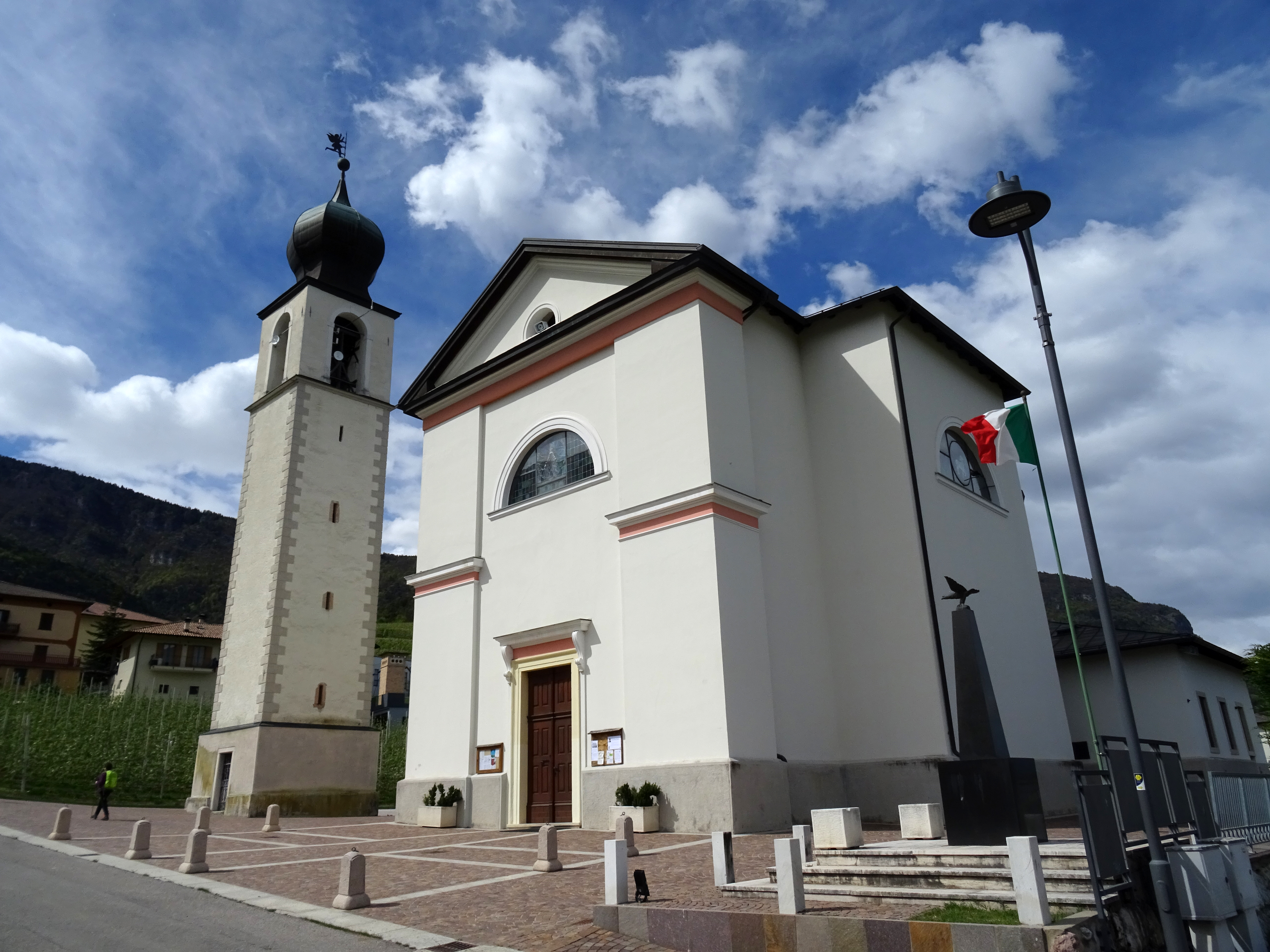
Chiesa dell'Immacolata

- Ex chiesa di San Giorgio, ricordata per la prima volta nel 1300[22], abbandonata a metà del XIX secolo e convertita poi in abitazione privata della famiglia Turrini.[23] Oltre agli affreschi esterni, databili alla fine del XIV secolo, le pareti interne conservano un ciclo di affreschi risalente al 1493 attribuiti ai fratelli Giovanni e Battista Baschenis[24], attivi nella vicina chiesetta di Segonzone, mentre sulla parete settentrionale un affresco della seconda metà del Trecento raffigurante San Giorgio, attribuito a Giovanni da Volpino, un artista (o una bottega di artisti itineranti) conosciuto anche come "Maestro di Sommacampagna".[25]
- Chiesa dell'Immacolata, parrocchiale eretta tra il 1859 e il 1863 per volere del curato don Francesco Valentini, consacrata nel 1865. All'interno è presente l'altare maggiore marmoreo realizzato nel 1863 da Gelsomino Scanagatta e la pala d'altare eseguita da Leonardo Campochiesa raffigurante la Madonna Immacolata.[16]
- Civico n.2 piazza San Giorgio, presenta un affresco raffigurante la Madonna con Bambino, Sant'Antonio da Padova e San Giovanni Evangelista, realizzato nel 1669 per volere del già citato don Giovanni Benedetti.[26]

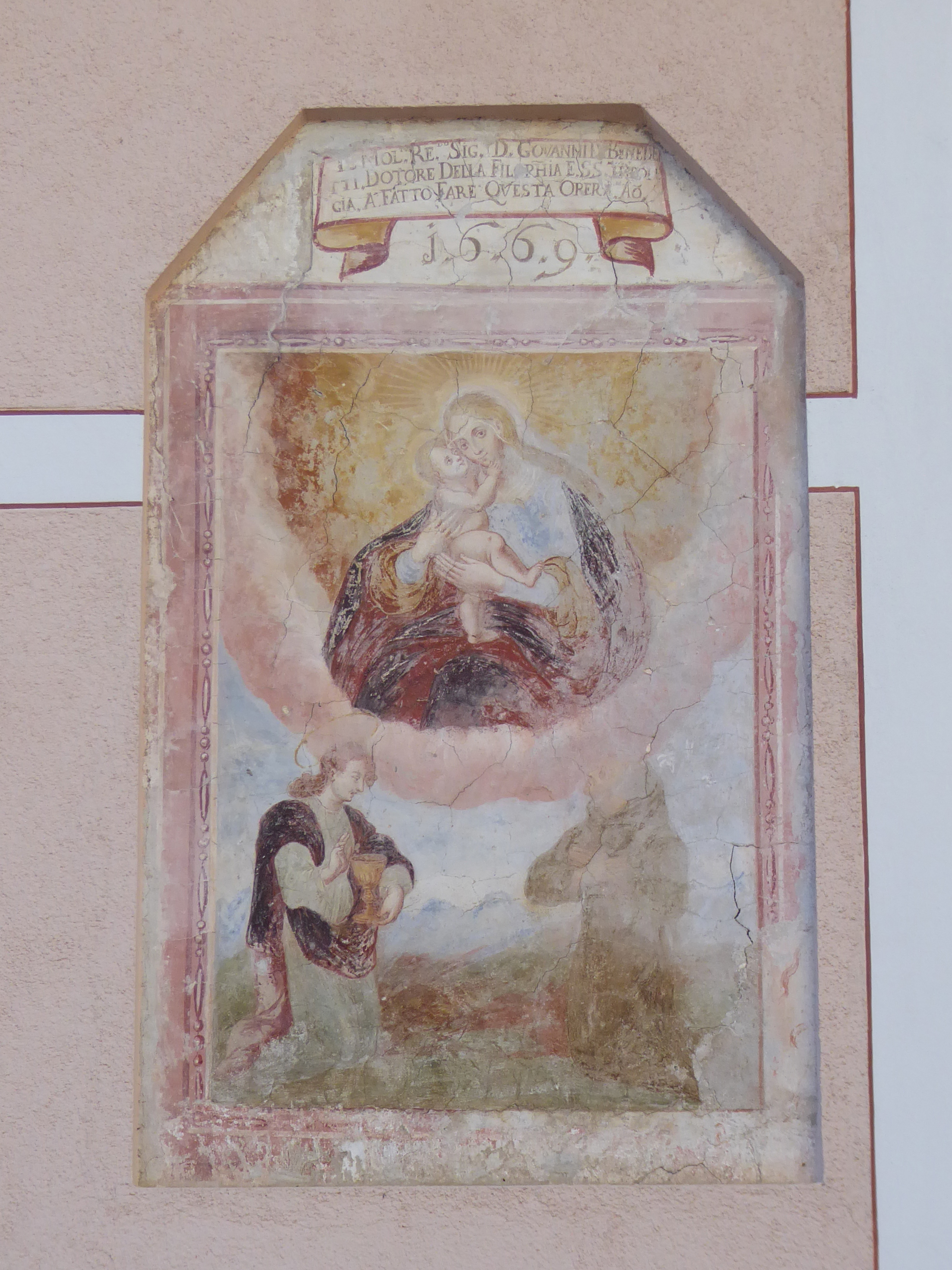
Madonna con Bambino, Sant'Antonio da Padova e San Giovanni Evangelista, 1669, piazza San Giorgio

### Aree naturali
Tra Sporminore e Lover è situata la Valle del Lovernatico che ha inciso una coltre di terreni alluvionali quaternari. Il torrente Lovernatico raccoglie le acque dei rii Cadino, Belasi e Scalét ed è affluente di destra del Noce.
A monte del paese è presente la sorgente carsica dei Busoni, che alimenta gli acquedotti dei paesi limitrofi. Dalla località Pozze comincia la strada che risalendo la Val Cadino porta alla malga Campa (1978 m), nel sottogruppo dolomitico della Campa (Patrimonio dell'umanità UNESCO dal 2009), dominato dalle cime Borcola (2392 m) e Trettel (2334 m).
Partendo da Sporminore esiste un sentiero, parte del circuito Dolomiti Brenta Bike. L'itinerario, chiamato Sentiero Tracciolo, attraversa la Val Goslada e porta alla sorgente Busoni. Da qui si può proseguire poi fino alla località Pozze e da qui raggiungere Campodenno e l'antico eremo di San Pancrazio.